# Casa de Charles A. Jordan
La Casa de Charles A. Jordan es una casa histórica en 63 Academy Street en Auburn, Maine. Construida hacia 1880, es uno de los mejores ejemplos del estilo Segundo Imperio en el estado. Charles Jordan era un maestro de obras local, que construyó esta casa como residencia y como escaparate de su trabajo. La casa fue incluida en el Registro Nacional de Lugares Históricos en 1974.

## Descripción e historia
The Jordan House se encuentra en la franja sur de lo que durante mucho tiempo ha sido un barrio de moda de Auburn, justo al sur de su distrito comercial central. Es una estructura de madera de tres pisos, con un techo abuhardillado sobre el tercer piso, revestimiento de tablillas y cimientos de granito. La fachada principal está orientada al sur y tiene tres tramos de ancho, con un tramo central saliente que se eleva en tres pisos completos con un techo abuhardillado. La casa tiene una gran cantidad de carpintería decorativa exterior, que incluye un porche elaborado en el frente. Las cornisas del techo principal y del porche se detallan con ménsulas, y los marcos de las ventanas también cuentan con cornisas salientes con pequeñas ménsulas. Las esquinas del edificio se cuelgan en el primer piso y luego se colocan pilastras hasta la línea del techo. La torre cuenta con una elaborada ventana encapuchada en el tercer piso, con cornisas arqueadas a cada lado y ventanas abuhardilladas en el techo abuhardillado inclinado.
Charles A. Jordan era un maestro constructor local, nacido en 1856, y esta casa aparentemente fue construida c. 1880 como prueba de su habilidad como constructor. Los edificios locales más destacados de Jordan incluían un edificio escolar, el Avon Mill y muchas residencias locales.
El 30 de septiembre de 2018, la casa resultó gravemente dañada por un incendio. Al día siguiente, la policía acusó a un hombre local de incendio provocado en relación con el suceso.
A pesar de los informes iniciales de que la casa había sido "destruida", los bomberos apagaron el fuego antes de que pudiera consumir toda la casa. La familia Lebrun, propietaria del inmueble desde 1945, hizo inversiones inmediatas para estabilizar la estructura y sostener el techo, pero la casa permanece en pésimas condiciones. En 2019, Maine Preservation la agregó a su lista de los lugares históricos más amenazados de Maine, y escribió que "se deben realizar esfuerzos de restauración considerables y oportunos para detener un mayor deterioro y hacer que el edificio sea habitable".